# Paraentoria sichuanensis
Paraentoria sichuanensis är en insektsart som beskrevs av Chen, S.C. och Yun He He 1997. Paraentoria sichuanensis ingår i släktet Paraentoria och familjen Phasmatidae. Inga underarter finns listade i Catalogue of Life.